# Broadus, Montana
Broadus, Montana (енгл. Broadus) град је у америчкој савезној држави Монтана.

## Демографија
По попису из 2010. године број становника је 468, што је 17 (3,8%) становника више него 2000. године.
| Група             | 2000.       | 2010.       |
| Белци             | 439 (97,3%) | 438 (93,6%) |
| Афроамериканци    | 0 (0,0%)    | 0 (0,0%)    |
| Азијати           | 1 (0,2%)    | 2 (0,4%)    |
| Хиспаноамериканци | 5 (1,1%)    | 14 (3,0%)   |
| Укупно            | 451         | 468         |